# Naturpark Haßberge

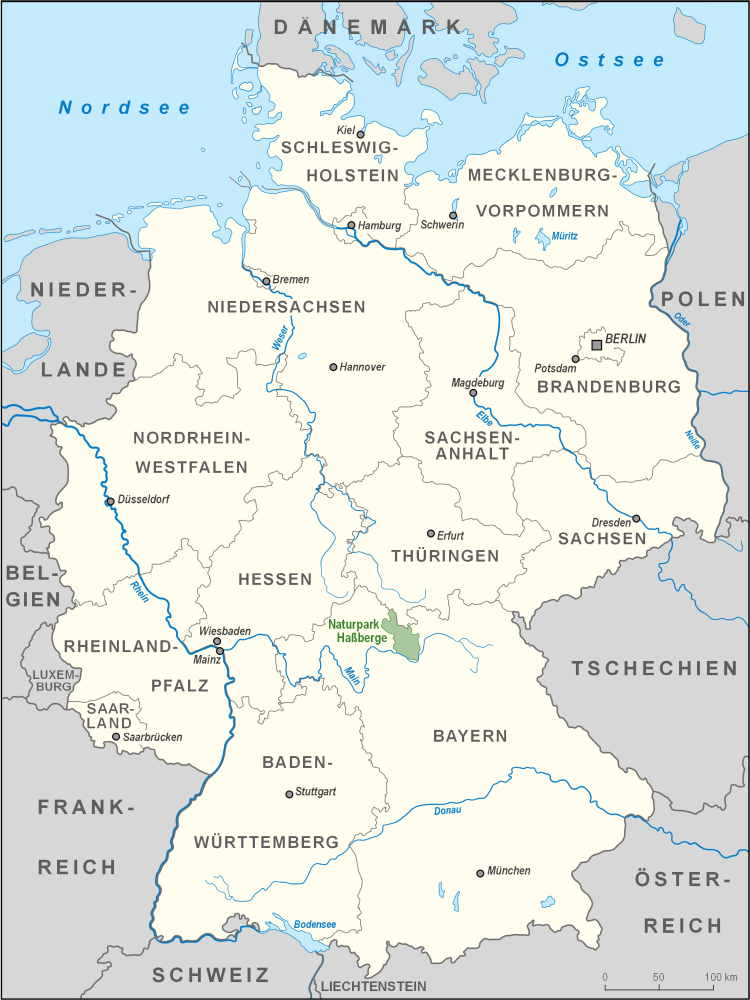
Lage des Naturparks Haßberge

Logo des Naturparks Haßberge

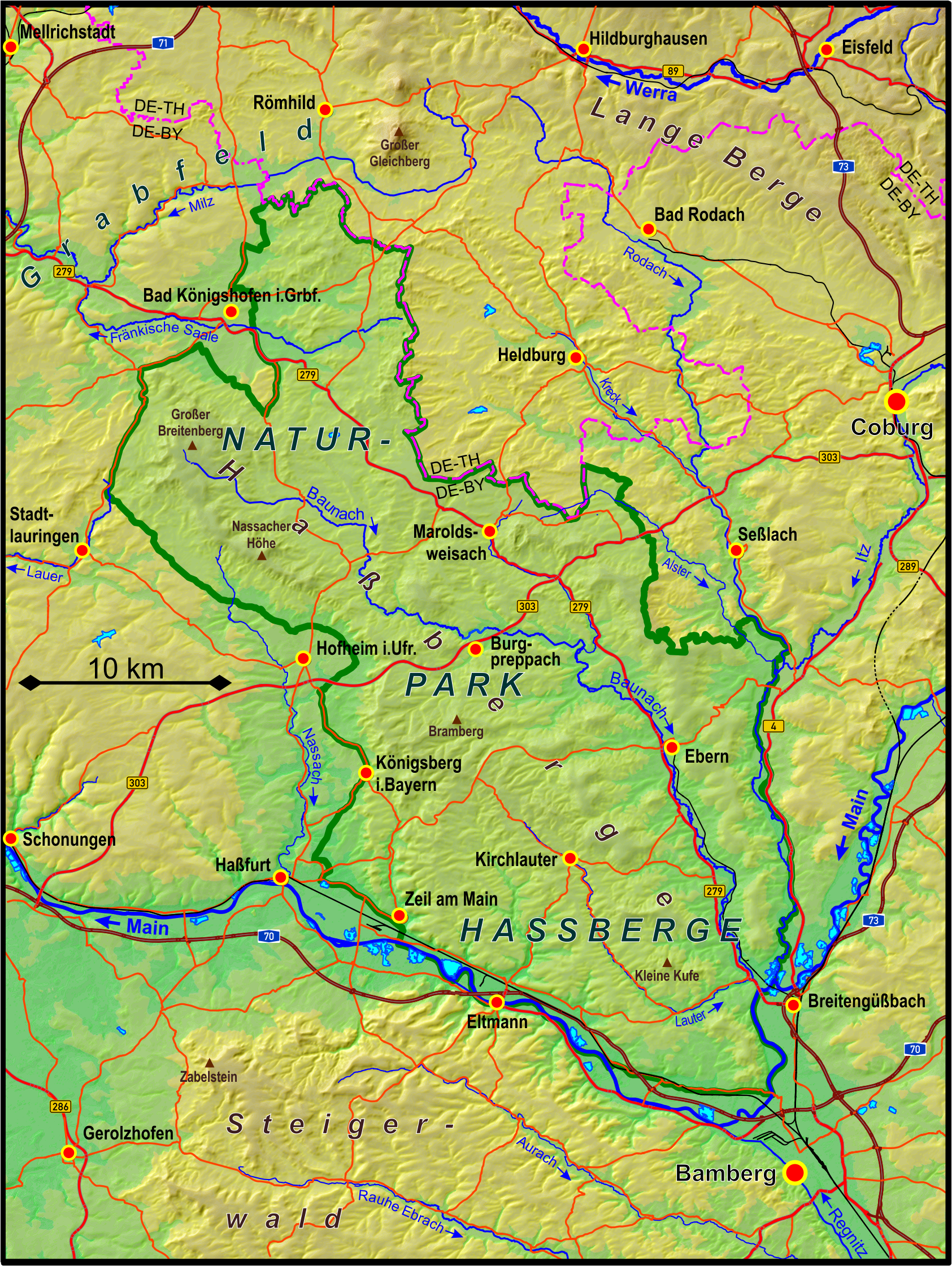
Lage und Topografie des Naturparks Haßberge

Der Naturpark Haßberge ist ein 804 km² großer Naturpark im nördlichsten Teil des Fränkischen Keuperlands (Bayern, Deutschland).

## Geographie
Der Naturpark Haßberge, in dem sich die Haßberge erheben, liegt zwischen dem westlich gelegenen Schweinfurt und dem südöstlich gelegenen Bamberg. Seine höchste Erhebung ist die Nassacher Höhe mit 512 m ü. NN im Landkreis Haßberge (südwestlich von Bundorf).

## Landschaft und Geschichte
Die Haßberge gelten als Deutscher Burgenwinkel, worauf sich auch das Logo des Naturparks bezieht. Die hügelige Landschaft des Naturparks Haßberge ist durch Mischwald, zahlreiche Fließgewässer, Grünland, Trockenbiotope sowie alte Weinberge geprägt. 20 prähistorische Fliehburgen und Wallanlagen, 15 Burgen und Burgruinen sowie 26 Schlösser stehen im Bereich des Naturparks und werden durch einen Burgen- und Schlösserwanderweg erschlossen.

## Fotos

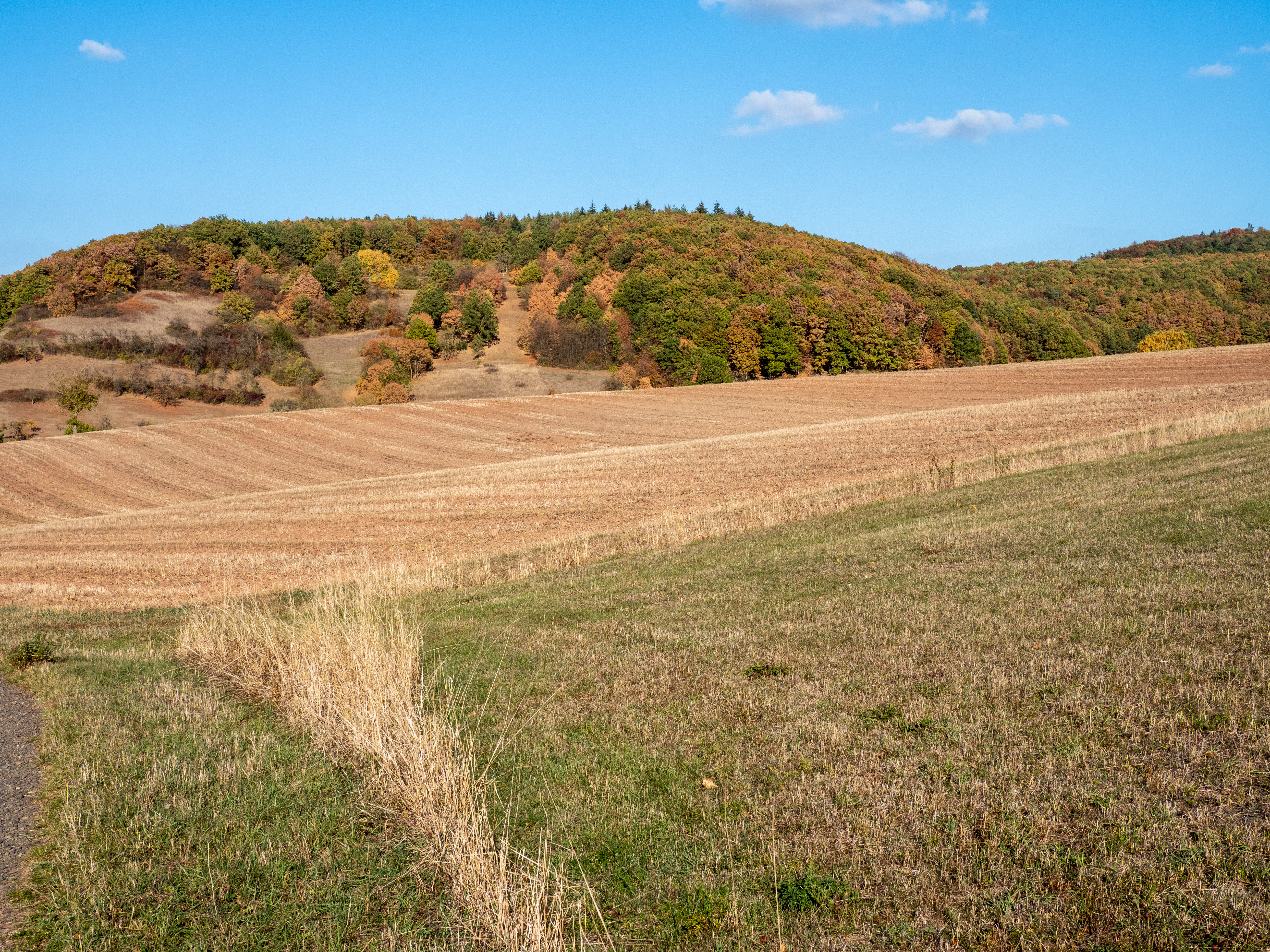
Hohe Wann bei Sechsthal
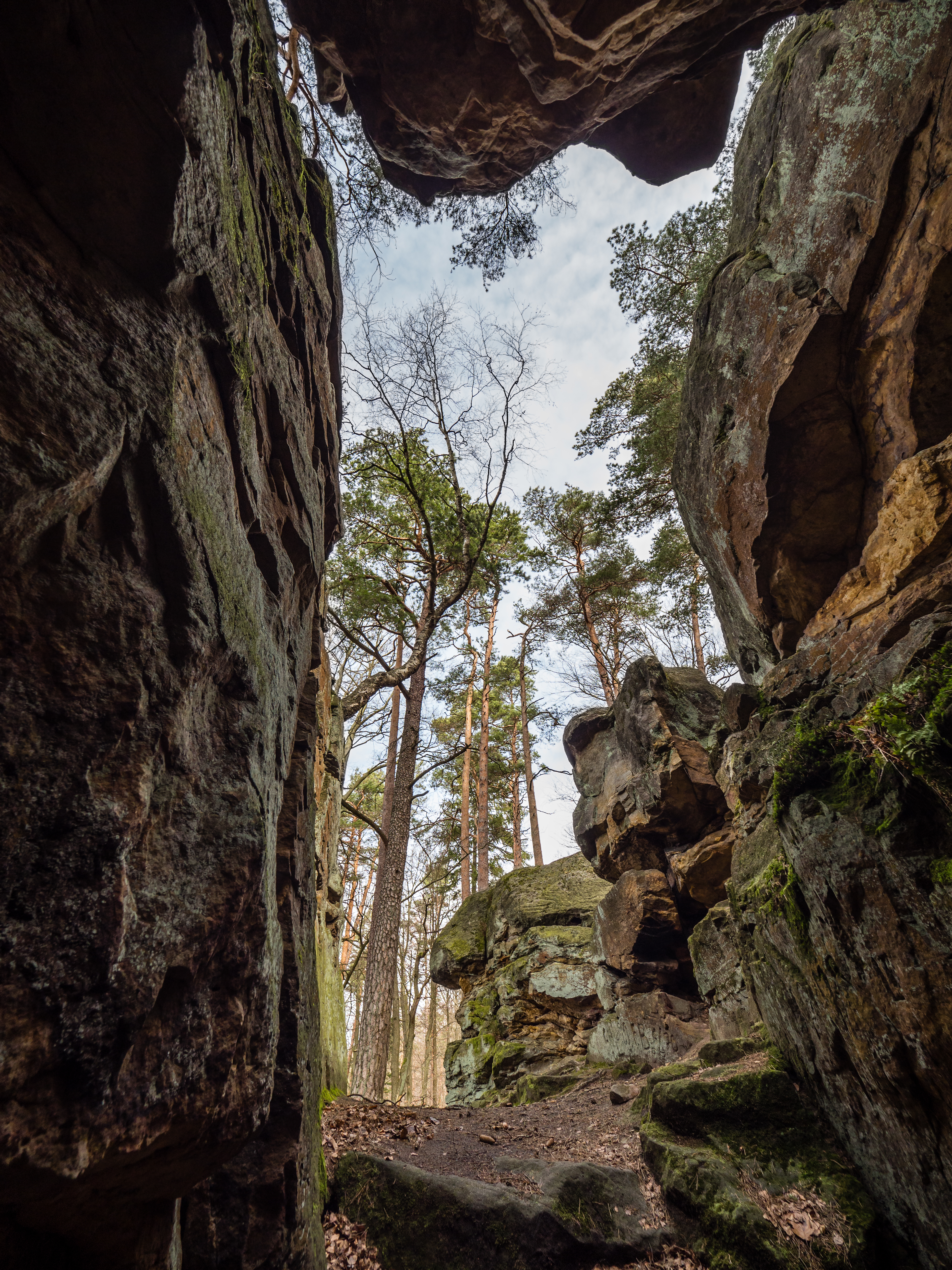
Veitenstein